# Ice on Fire Tour
Die Ice on Fire Tour war eine weltweite Konzerttournee des britischen Sängers und Pianisten Elton John. Namensgeber dieser Tournee war Johns 1985 veröffentlichtes Studioalbum Ice on Fire, welches er bei diesen Konzerten vorstellte.

## Hintergrund
Die Ice on Fire Tour begann am 14. November 1985 in Dublin und endete nach 123 Konzerten in Universal City in der Nähe von Los Angeles. Elton John und seine Band gaben dabei in Europa und Nordamerika erfolgreiche und ausverkaufte Konzerte.
Die Begleitband Johns bestand dieses Mal aus insgesamt zehn Personen, darunter einige der Musiker, die mit ihm am Album Ice on Fire gearbeitet hatten, sowie einer neuen Gruppe von Backgroundsängern: Alan Carvell, Helena Springs und Shirley Lewis. Damit war es die bis zu diesem Zeitpunkt größte Band, mit der John jemals auf Tournee gegangen war. Während der Tournee kam es im März 1986 zu zwei Besetzungswechseln innerhalb der Band: so wurde der Perkussionist Ray Cooper durch Jody Linscott ersetzt und für die Backgroundsängerin Helena Springs rückte Gordon Neville nach.
Ein besonderes Merkmal dieser Tour war, dass Elton John auf der Bühne während der Aufführung des Titels Love Song auch Akustikgitarre spielte, was er seit 1976 nicht mehr getan hatte.
Der an sich positive Tourneeverlauf wurde während Johns traditionellem Konzertmarathon im New Yorker Madison Square Garden im September 1986 dadurch getrübt, dass er unwissentlich potenziell tumorartige Knoten an seinen Stimmbändern entwickelt hatte. Dies war auch daran zu erkennen, dass er bei diesen Konzerten gesanglich nicht alles geben konnte, wozu er bis zu diesem Zeitpunkt stimmlich in der Lage war. Sein Arzt ordnete an, dass John abseits der Bühne selbst auf das Sprechen verzichten musste, und es gab ernsthafte Zweifel, ob er seine Tournee, geschweige denn die bevorstehende Tournee mit Sinfonieorchester durch Australien unter diesen Umständen absolvieren könnte. John löste das Problem dadurch, indem er viele Stücke etwas tiefer sang oder es wurden gewissen Teile von den Backgroundsängerinnen und -sängern übernommen, um Johns Stimme nicht zu sehr zu strapazieren.

## Setlist

### Setlist 1 (Vereinigtes Königreich/Irland)
- Highlander
- Tonight
- One Horse Town
- Better Off Dead
- Rocket Man
- Honky Cat
- Burn Down the Mission
- Someone Saved My Life Tonight
- The Bitch Is Back
- Song for You
- Blue Eyes
- I Guess That’s Why They Call It the Blues
- Restless
- Passengers
- Bennie and the Jets
- Sad Songs (Say So Much)
- Shoot Down the Moon
- This Town
- Nikita
- I’m Still Standing
- Your Song
- Wrap Her Up
- Candle in the Wind
- Kiss the Bride
- Can I Get a Witness

### Setlist 2 (Kontinentaleuropa)
- Highlander
- Tonight
- One Horse Town
- Better Off Dead
- Rocket Man
- Philadelphia Freedom
- Burn Down the Mission
- Someone Saved My Life Tonight
- The Bitch Is Back
- Song for You
- Blue Eyes
- I Guess That’s Why They Call It the Blues
- Paris
- Restless
- Bennie and the Jets
- Sad Songs (Say So Much)
- Cry to Heaven
- This Town
- Nikita
- I’m Still Standing
- Song for Guy
- Wrap Her Up
- Candle in the Wind
- Saturday Night’s Alright (for Fighting)
- Your Song
- Can I Get a Witness

### Setlist 3 (Nordamerika)
- Tonight
- One Horse Town
- Better Off Dead
- Rocket Man
- Philadelphia Freedom
- Burn Down the Mission
- Someone Saved My Life Tonight
- The Bitch Is Back
- Song for You
- Blue Eyes
- I Guess That’s Why They Call It the Blues
- Paris
- Restless
- Bennie and the Jets
- Love Song
- Sad Songs (Say So Much)
- This Town
- I’m Still Standing
- Nikita
- Saturday Night’s Alright (for Fighting)
- Candle in the Wind
- Daniel
- Your Song
- Can I Get a Witness

## Tourdaten
| Nr.                 | Datum              | Stadt               | Land               | Veranstaltungsort                        | Anmerkungen                    |
| Leg 1 – Europa      | Leg 1 – Europa     | Leg 1 – Europa      | Leg 1 – Europa     | Leg 1 – Europa                           | Leg 1 – Europa                 |
| ------------------- | ------------------ | ------------------- | ------------------ | ---------------------------------------- | ------------------------------ |
| 1                   | 14. November 1985  | Dublin              | Irland             | RDS Simmonscourt                         |                                |
| 2                   | 15. November 1985  | Dublin              | Irland             | RDS Simmonscourt                         |                                |
| 3                   | 16. November 1985  | Dublin              | Irland             | RDS Simmonscourt                         |                                |
| 4                   | 17. November 1985  | Dublin              | Irland             | RDS Simmonscourt                         |                                |
| 5                   | 20. November 1985  | Newport             | Wales              | Civic Centre                             |                                |
| 6                   | 21. November 1985  | Newport             | Wales              | Civic Centre                             |                                |
| 7                   | 23. November 1985  | St. Austell         | England            | Cornwall Coliseum                        |                                |
| 8                   | 24. November 1985  | St. Austell         | England            | Cornwall Coliseum                        |                                |
| 9                   | 26. November 1985  | Sheffield           | England            | City Hall                                |                                |
| 10                  | 27. November 1985  | Sheffield           | England            | City Hall                                |                                |
| 11                  | 28. November 1985  | Edinburgh           | Schottland         | Playhouse Theatre                        |                                |
| 12                  | 29. November 1985  | Edinburgh           | Schottland         | Playhouse Theatre                        |                                |
| 13                  | 1. Dezember 1985   | Manchester          | England            | Apollo Theatre                           |                                |
| 14                  | 2. Dezember 1985   | Manchester          | England            | Apollo Theatre                           |                                |
| 15                  | 3. Dezember 1985   | Manchester          | England            | Apollo Theatre                           |                                |
| 16                  | 4. Dezember 1985   | Nottingham          | England            | Royal Concert Hall                       |                                |
| 17                  | 5. Dezember 1985   | Nottingham          | England            | Royal Concert Hall                       |                                |
| 18                  | 7. Dezember 1985   | Brighton            | England            | Brighton Centre                          |                                |
| 19                  | 11. Dezember 1985  | London              | England            | Wembley Arena                            |                                |
| 20                  | 12. Dezember 1985  | London              | England            | Wembley Arena                            |                                |
| 21                  | 13. Dezember 1985  | London              | England            | Wembley Arena                            |                                |
| 22                  | 14. Dezember 1985  | London              | England            | Wembley Arena                            |                                |
| 23                  | 15. Dezember 1985  | London              | England            | Wembley Arena                            |                                |
| 24                  | 16. Dezember 1985  | London              | England            | Wembley Arena                            |                                |
| 25                  | 17. Dezember 1985  | London              | England            | Wembley Arena                            |                                |
| 26                  | 18. Dezember 1985  | London              | England            | Wembley Arena                            |                                |
| 27                  | 19. Dezember 1985  | London              | England            | Wembley Arena                            |                                |
| 28                  | 21. Dezember 1985  | Birmingham          | England            | National Exhibition Centre               |                                |
| 29                  | 22. Dezember 1985  | Birmingham          | England            | National Exhibition Centre               |                                |
| 30                  | 23. Dezember 1985  | Birmingham          | England            | National Exhibition Centre               |                                |
| 31                  | 30. Dezember 1985  | Bournemouth         | England            | International Centre                     |                                |
| 32                  | 31. Dezember 1985  | Bournemouth         | England            | International Centre                     |                                |
| 33                  | 3. Januar 1986     | Glasgow             | Schottland         | SECC                                     |                                |
| 34                  | 4. Januar 1986     | Glasgow             | Schottland         | SECC                                     |                                |
| 35                  | 5. Januar 1986     | Newcastle upon Tyne | England            | City Hall                                |                                |
| 36                  | 6. Januar 1986     | Newcastle upon Tyne | England            | City Hall                                |                                |
| 37                  | 7. Januar 1986     | Newcastle upon Tyne | England            | City Hall                                |                                |
| 38                  | 9. Januar 1986     | Belfast             | Nordirland         | King’s Hall                              |                                |
| 39                  | 10. Januar 1986    | Belfast             | Nordirland         | King’s Hall                              |                                |
| 40                  | 11. Januar 1986    | Belfast             | Nordirland         | King’s Hall                              |                                |
| Leg 2 – Europa      |                    |                     |                    |                                          |                                |
| 41                  | 1. März 1986       | Madrid              | Spanien            | Palacio de los Deportes                  |                                |
| 42                  | 2. März 1986       | San Sebastián       | Spanien            | Velódromo de Anoeta                      |                                |
| 43                  | 4. März 1986       | Barcelona           | Spanien            | Palau Municipal d’Esports                |                                |
| 44                  | 6. März 1986       | Bordeaux            | Frankreich         | Patinoire de Mériadeck                   |                                |
| 45                  | 7. März 1986       | Toulouse            | Frankreich         | Palais des Sports                        |                                |
| 46                  | 8. März 1986       | Toulouse            | Frankreich         | Palais des Sports                        |                                |
| 47                  | 10. März 1986      | Lyon                | Frankreich         | Palais des Sports de Gerland             |                                |
| 48                  | 11. März 1986      | Marseille           | Frankreich         | Parc des Expositions                     |                                |
| 49                  | 12. März 1986      | Montpellier         | Frankreich         | Le Zénith Sud                            |                                |
| 50                  | 14. März 1986      | Nantes              | Frankreich         | Palais des Sports de Beaulieu            |                                |
| 51                  | 15. März 1986      | Brest               | Frankreich         | Parc de Penfeld                          |                                |
| 52                  | 17. März 1986      | Lille               | Frankreich         | Palais des Sports Saint-Sauveur          |                                |
| 53                  | 18. März 1986      | Paris               | Frankreich         | Palais Omnisport de Bercy                |                                |
| 54                  | 19. März 1986      | Paris               | Frankreich         | Palais Omnisport de Bercy                |                                |
| 55                  | 20. März 1986      | Paris               | Frankreich         | Palais Omnisport de Bercy                |                                |
| 56                  | 21. März 1986      | Paris               | Frankreich         | Palais Omnisport de Bercy                |                                |
| 57                  | 22. März 1986      | Paris               | Frankreich         | Palais Omnisport de Bercy                |                                |
| 58                  | 23. März 1986      | Lausanne            | Schweiz            | Halle des Fêtes                          |                                |
| 59                  | 25. März 1986      | Basel               | Schweiz            | St. Jakobshalle                          |                                |
| 60                  | 26. März 1986      | Zürich              | Schweiz            | Hallenstadion                            |                                |
| 61                  | 27. März 1986      | Zürich              | Schweiz            | Hallenstadion                            |                                |
| 62                  | 29. März 1986      | München             | Deutschland        | Olympiahalle                             |                                |
| 63                  | 30. März 1986      | München             | Deutschland        | Olympiahalle                             |                                |
| 64                  | 1. April 1986      | Berlin              | Deutschland        | Deutschlandhalle                         |                                |
| 65                  | 2. April 1986      | Hannover            | Deutschland        | Eilenriedehalle                          |                                |
| 66                  | 3. April 1986      | Frankfurt am Main   | Deutschland        | Festhalle                                |                                |
| 67                  | 4. April 1986      | Frankfurt am Main   | Deutschland        | Festhalle                                |                                |
| 68                  | 5. April 1986      | Dortmund            | Deutschland        | Westfalenhalle                           |                                |
| 69                  | 6. April 1986      | Köln                | Deutschland        | Sporthalle                               |                                |
| 70                  | 8. April 1986      | Ludwigshafen        | Deutschland        | Friedrich-Ebert-Halle                    |                                |
| 71                  | 9. April 1986      | Ludwigshafen        | Deutschland        | Friedrich-Ebert-Halle                    |                                |
| 72                  | 10. April 1986     | Stuttgart           | Deutschland        | Schleyerhalle                            |                                |
| 73                  | 12. April 1986     | Hamburg             | Deutschland        | Alsterdorfer Sporthalle                  |                                |
| 74                  | 13. April 1986     | Hamburg             | Deutschland        | Alsterdorfer Sporthalle                  |                                |
| 75                  | 14. April 1986     | Hamburg             | Deutschland        | Alsterdorfer Sporthalle                  |                                |
| 76                  | 16. April 1986     | Bremen              | Deutschland        | Stadthalle                               |                                |
| xx                  | 19. April 1986     | Wien                | Osterreich         | Stadthalle                               | verlegt auf den 20. April 1986 |
| 77                  | 20. April 1986     | Wien                | Osterreich         | Stadthalle                               | 2 shows                        |
| 78                  | 20. April 1986     | Wien                | Osterreich         | Stadthalle                               | 2 shows                        |
| 79                  | 23. April 1986     | Rotterdam           | Niederlande        | Sportpaleis Ahoy’                        |                                |
| 80                  | 24. April 1986     | Rotterdam           | Niederlande        | Sportpaleis Ahoy’                        |                                |
| 81                  | 26. April 1986     | Brüssel             | Belgien            | Forest National                          |                                |
| Leg 3 – Nordamerika |                    |                     |                    |                                          |                                |
| 82                  | 17. August 1986    | Clarkston           | Vereinigte Staaten | Pine Knob Music Theatre                  |                                |
| 83                  | 18. August 1986    | Clarkston           | Vereinigte Staaten | Pine Knob Music Theatre                  |                                |
| 84                  | 19. August 1986    | Cuyahoga Falls      | Vereinigte Staaten | Blossom Music Center                     |                                |
| 85                  | 21. August 1986    | Bonner Springs      | Vereinigte Staaten | Sandstone Center for the Performing Arts |                                |
| 86                  | 22. August 1986    | Bloomington         | Vereinigte Staaten | Met Center                               |                                |
| 87                  | 23. August 1986    | Hoffman Estates     | Vereinigte Staaten | Poplar Creek Music Theater               |                                |
| 88                  | 25. August 1986    | Clarkston           | Vereinigte Staaten | Pine Knob Music Theatre                  |                                |
| 89                  | 26. August 1986    | Toronto             | Kanada             | Exhibition Stadium                       |                                |
| 90                  | 27. August 1986    | Montréal            | Kanada             | Stade de Parc Jarry                      |                                |
| 91                  | 29. August 1986    | Hartford            | Vereinigte Staaten | Civic Center                             |                                |
| 92                  | 30. August 1986    | Saratoga Springs    | Vereinigte Staaten | Saratoga Performing Arts Center          |                                |
| 93                  | 31. August 1986    | Columbia            | Vereinigte Staaten | Merriweather Post Pavilion               |                                |
| 94                  | 2. September 1986  | Philadelphia        | Vereinigte Staaten | Spectrum                                 |                                |
| 95                  | 3. September 1986  | Worcester           | Vereinigte Staaten | Centrum Center                           |                                |
| 96                  | 5. September 1986  | Worcester           | Vereinigte Staaten | Centrum Center                           |                                |
| 97                  | 6. September 1986  | Worcester           | Vereinigte Staaten | Centrum Center                           |                                |
| 98                  | 7. September 1986  | Providence          | Vereinigte Staaten | Civic Center                             |                                |
| 99                  | 8. September 1986  | Philadelphia        | Vereinigte Staaten | Spectrum                                 |                                |
| 100                 | 11. September 1986 | New York City       | Vereinigte Staaten | Madison Square Garden                    |                                |
| 101                 | 12. September 1986 | New York City       | Vereinigte Staaten | Madison Square Garden                    |                                |
| 102                 | 13. September 1986 | New York City       | Vereinigte Staaten | Madison Square Garden                    |                                |
| 103                 | 14. September 1986 | New York City       | Vereinigte Staaten | Madison Square Garden                    |                                |
| 104                 | 16. September 1986 | Atlanta             | Vereinigte Staaten | The Omni                                 |                                |
| 105                 | 19. September 1986 | Hollywood           | Vereinigte Staaten | Sportatorium                             |                                |
| 106                 | 20. September 1986 | Tallahassee         | Vereinigte Staaten | Tallahassee-Leon County Civic Center     |                                |
| 107                 | 21. September 1986 | Tampa               | Vereinigte Staaten | USF Sun Dome                             |                                |
| 108                 | 23. September 1986 | Nashville           | Vereinigte Staaten | Starwood Amphitheatre                    |                                |
| 109                 | 24. September 1986 | Memphis             | Vereinigte Staaten | Mid-South Coliseum                       |                                |
| 110                 | 26. September 1986 | Houston             | Vereinigte Staaten | The Summit                               |                                |
| 111                 | 27. September 1986 | Dallas              | Vereinigte Staaten | Reunion Arena                            |                                |
| 112                 | 30. September 1986 | Denver              | Vereinigte Staaten | McNichols Sports Arena                   |                                |
| 113                 | 1. Oktober 1986    | Salt Lake City      | Vereinigte Staaten | Salt Palace                              |                                |
| 114                 | 3. Oktober 1986    | Oakland             | Vereinigte Staaten | Coliseum Arena                           |                                |
| 115                 | 4. Oktober 1986    | Costa Mesa          | Vereinigte Staaten | Pacific Amphitheatre                     |                                |
| 116                 | 7. Oktober 1986    | Universal City      | Vereinigte Staaten | Universal Amphitheatre                   |                                |
| 117                 | 8. Oktober 1986    | Universal City      | Vereinigte Staaten | Universal Amphitheatre                   |                                |
| 118                 | 10. Oktober 1986   | Universal City      | Vereinigte Staaten | Universal Amphitheatre                   |                                |
| 119                 | 11. Oktober 1986   | Universal City      | Vereinigte Staaten | Universal Amphitheatre                   |                                |
| 120                 | 12. Oktober 1986   | Universal City      | Vereinigte Staaten | Universal Amphitheatre                   |                                |
| 121                 | 13. Oktober 1986   | Universal City      | Vereinigte Staaten | Universal Amphitheatre                   |                                |
| 122                 | 14. Oktober 1986   | Universal City      | Vereinigte Staaten | Universal Amphitheatre                   |                                |
| 123                 | 15. Oktober 1986   | Universal City      | Vereinigte Staaten | Universal Amphitheatre                   |                                |

## Band
- Elton John: Gesang, Klavier, Gitarre bei Love Song
- Davey Johnstone: Gitarre, Hintergrundgesang
- David Paton: Bass
- Fred Mandel: Keyboards, Gitarre
- Charlie Morgan: Schlagzeug
- Ray Cooper: Percussion (November 1985 – Januar 1986)
- Jody Linscott: Percussion (März – Oktober 1986)
- Alan Carvell: Hintergrundgesang
- Shirley Lewis: Hintergrundgesang
- Helena Springs: Hintergrundgesang (November 1985 – Januar 1986)
- Gordon Neville: Hintergrundgesang (März – Oktober 1986)